# Aetoplatea
Genre
Aetoplatea est un genre de raies.

## Liste des genres
- Aetoplatea zonurus Bleeker, 1852